# یحیی هاشم
یحیی هاشم (عربی: يحيى هاشم؛ زادهٔ ۱۴ ژوئیهٔ ۱۹۸۱) بازیکن فوتبال اهل لبنان بود.
وی همچنین در تیم ملی فوتبال لبنان بازی کرده‌است.